# Lamborghini Marzal
La Lamborghini Marzal è una concept car presentata dalla casa automobilistica italiana Lamborghini al salone dell'automobile di Ginevra del 1967.

## Il contesto
Disegnata da Marcello Gandini per conto di Bertone, fu creata con l'intento di creare per Ferruccio Lamborghini una granturismo con 4 posti veri.

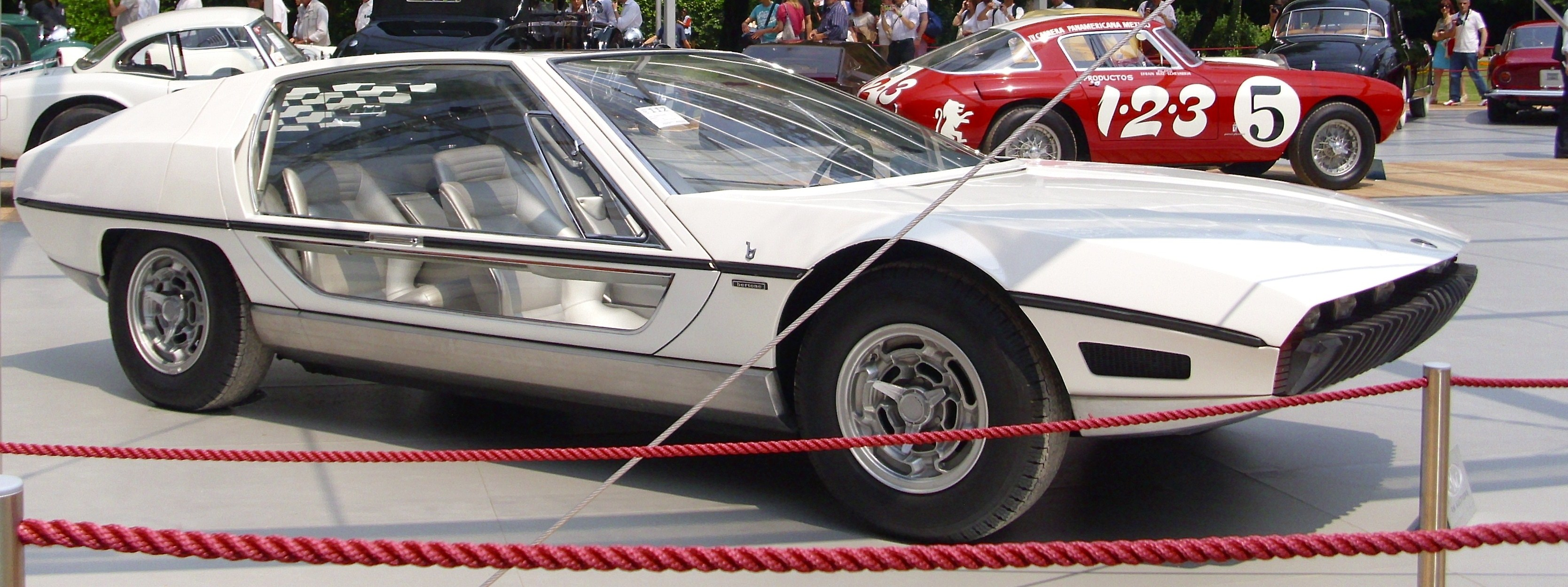
Dettaglio delle ampie vetrature laterali di una Marzal

Tra i segni caratteristici vi erano le portiere con ampie superfici vetrate e con apertura ad ala di gabbiano realizzate, come anche il tetto, dalla azienda belga Glaverbel. Gli interni erano interamente realizzati in colore argento per accentuare ulteriormente la luminosità dell'abitacolo. Il motivo centrale del disegno era l'esagono che si ripeteva, tra l'altro, nel cruscotto, sul lunotto posteriore e nel taglio porte.
Il propulsore, 6 cilindri e 1.965 cm³ di cilindrata, fu ottenuto sezionando in due il 12 cilindri della Lamborghini Miura. La trasmissione era a 5 rapporti. Dal punto di vista meccanico, è stata l’unica Lamborghini a sei cilindri. Il motore della Marzal fu girato di 180 gradi rispetto a quello della sua antesignana, facendo sì che la prima marcia si trovasse in basso, lontana dal volante. La velocità massima era di 225 km/h
Il posto per i 4 passeggeri fu ottenuto grazie ad un telaio 12 centimetri più lungo di quello della Miura e tramite un posizionamento del motore a sbalzo dietro l'asse delle ruote posteriori. 
La Marzal rimase un esemplare unico, anche se servì come ispirazione stilistica per le linee della successiva Lamborghini Espada.
Il design della Marzal fu così innovativo da attirare svariati produttori di modellini, tra cui Politoys (poi Polistil), Dinky e Matchbox, che la riprodussero, anche se in colori non originali come l'arancione.
Pur essendo classificata come una concept car era perfettamente funzionante, al punto che fu guidata pubblicamente dalla principessa Grace e da suo marito al GP di Monaco del 1967 di Formula 1 e che la rivista Quattroruote, dopo averla provata, ne pubblicò le impressioni di guida. Durante il weekend del Grand Prix de Monaco Historique (11-13 Maggio 2018), il Principe Alberto II di Monaco ha ripercorso il tradizionale giro di parata della famiglia reale monegasca al volante dell’auto.
Uno dei prototipi si trova attualmente al museo dedicato a Ferruccio Lamborghini a Dosso, frazione di Sant'Agostino, in provincia di Ferrara.
Il suo nome deriva dalle corride, come altri modelli della casa bolognese. Marzal è, infatti, il nome di una razza di tori utilizzati nelle arene.